# Гудельман, Герш Иосифович
Герш Гудельман (Герш Иосифович Гудельман, идиш הערש גודלמאַן‎, англ. Harry Joseph Goodelman; 14 апреля 1892, Атаки, Сорокский уезд, Бессарабская губерния — 8 августа 1967, Нью-Йорк) — американский еврейский редактор, поэт, драматург, переводчик, сатирик, издатель, художник.

## Биография
Родился в местечке Атаки в семье еврейского поэта и педагога, директора русской школы в Атаках Иосефа Гудельмана (1862—1947). Мать — Молка Фателес (англ. Mollie Goodelman, 1865—1947). Учился в хедере и с частными учителями, затем в русской школе. В 1905 году вместе с двумя братьями Ароном (впоследствии скульптором и книжным графиком) и Исрулом-Мортхе (впоследствии педагогом и литератором) эмигрировал в Америку. Жил в Нью-Йорке, с 1912 года работал упаковщиком на галантерейной фабрике. С 1929 года работал маляром.
Публиковаться начал в 1907 году, дебютировав стихами и прозой в периодических изданиях на идише, главным образом в газете «Фрайе арбетер штиме» (свободный рабочий голос). Его рассказы, фельетоны, сатирическая проза выходили в ежедневной газете «Форвертс», а также в «Вархайт» (правда), «Найе вархайт» (новая правда), «Дос найе ланд» (новая страна), сатирических журналах «Кибецер» (болтун), «Дер газлен» (разбойник) и «Кундес» (озорник), журналах и газетах «Литерарише велт» (литературный мир), «Герехтикейт» (справедливость), «Милерс вохнблат» (еженедельник Миллера), «Цайт» (время), «Хайнт» (сегодня, Варшава), «Кенедер ид» (канадский еврей), «Дер театер-штерн» (театральная звезда), «Театер-шпигл» (театральное зеркало) и других. Опубликовал пьесы «Ди мизинке» (младшая дочь, поставлена в 1910 году в Нью-Йорке) и «Церунене халоймес» (исчезнувшие мечты).
В 1919 году основал и стал редактором журнала «Поэзие» (поэзия) — ежемесячный журнал, посвящённый современной поэзии и литературной критике, вокруг которого собралась модернистская поэтическая группа «Ин зих» (в себе). В 1924 году основал и редактировал журнал «Де берг штиме» (голос гор). В 1926—1927 годах издавал и редактировал в Нью-Йорке журнал «Дер театер-штерн» (театральная звезда, два номера в месяц), посвящённый театру на идише; в 1928 году основал газету «Унзер цайтунг» (наша газета), был её главным редактором.
Поэтический сборник Гудельмана «Минутн» (минуты) вышел в 1923 году в Нью-Йорке с иллюстрациями его брата Арона Гудельмана. Отдельной книгой вышли его переводы стихов японского поэта Ёнэдзиро Ногути. Публиковался как под собственным именем, так и под многочисленными псевдонимами, в том числе «Хухем Отык» (мудрец из Атак), «Хершеле Дубровнер», «Намледуг», «Иш Гудл», «Паулина Брандрат», «Роза Баркин», «А Бесарабер» (бессарабец).
Как художник выставлялся на Салонах американского искусства в 1928 и 1929 годах. Умер в Бронксе.

## Публикации
- מינוטן: נײַנצן פֿופֿצן — נײַנצן נײַנצן (минутн: найнцн фуфцн — найнцн найнцн — минуты, 1915—1919). Иллюстрации: Арн Гудельман. Нью-Йорк: Отеs, 1923. — 150 с.